# Bertrand de Lincel
 Bertrand de Li(o)ncel ,  mort en 1318, est un prélat français du  XIVe siècle, évêque de Gap.

## Biographie
Bertrand de Lincel est neveu de Geofroi de Lincel, évêque de Gap de 1289 à 1314. Il est prévôt du chapitre de Gap, lorsqu'en 1316 il succède comme évêque de Gap. Bertrand accorde en 1317 aux habitants de Gap des lettres patentes par lesquelles il leur permet de démolir le chemin de traverse qui passe par Lettret et conduit le long de l'[Avence à Montgardin, de telle sorte que les gens à pied et à cheval fussent obligés de passer par Gap. 
L'évêque fonde et dote dans l'église cathédrale une chapelle qu'il dédie à Notre-Dame. 